# Campionati europei di canoa/kayak sprint 2004
I Campionati europei di canoa/kayak sprint 2004 sono stati la 16ª edizione della manifestazione. Si sono svolti a Poznań, in Polonia.

## Medagliere
| Pos.   | Paese       | Oro | Argento | Bronzo | Totale |
| ------ | ----------- | --- | ------- | ------ | ------ |
| 1      | Ungheria    | 10  | 4       | 4      | 18     |
| 2      | Spagna      | 3   | 3       | 5      | 11     |
| 3      | Germania    | 3   | 3       | 3      | 9      |
| 4      | Russia      | 2   | 5       | 4      | 11     |
| 5      | Romania     | 2   | 1       | 1      | 4      |
| 5      | Norvegia    | 2   | 1       | 1      | 4      |
| 7      | Rep. Ceca   | 2   | 0       | 2      | 4      |
| 8      | Polonia     | 1   | 4       | 3      | 8      |
| 9      | Lituania    | 1   | 2       | 0      | 3      |
| 10     | Ucraina     | 1   | 0       | 0      | 1      |
| 11     | Regno Unito | 0   | 2       | 1      | 3      |
| 12     | Bielorussia | 0   | 1       | 2      | 3      |
| 13     | Belgio      | 0   | 1       | 0      | 1      |
| 14     | Bulgaria    | 0   | 0       | 1      | 1      |
| Totale | Totale      | 27  | 27      | 27     | 81     |

## Podi

### Uomini
| Evento    | Oro                                                                 | Tempo    | Argento                                                                                         | Tempo    | Bronzo                                                                                           | Tempo    |
| Canoa     |                                                                     |          |                                                                                                 |          |                                                                                                  |          |
| C1 200 m  | Maksim Opalev                                                       | 40"008   | Andreas Dittmer                                                                                 | 41"028   | Martin Doktor                                                                                    | 41"070   |
| C1 500 m  | Maksim Opalev                                                       | 1'52"442 | Andreas Dittmer                                                                                 | 1'53"258 | David Cal                                                                                        | 1'53"354 |
| C1 1000 m | Andreas Dittmer                                                     | 3'53"821 | David Cal                                                                                       | 3'55"471 | Martin Doktor                                                                                    | 3'55"495 |
| C2 200 m  | Rep. Ceca Petr Netušil Petr Fuksa                                   | 38"993   | Ungheria Gergely Kovács Attila Bozsik                                                           | 39"101   | Polonia Paweł Baraszkiewicz Daniel Jędraszko                                                     | 39"107   |
| C2 500 m  | Ungheria György Kolonics György Kozmann                             | 1'43"371 | Polonia Paweł Baraszkiewicz Daniel Jędraszko                                                    | 1'44"073 | Romania Silviu Simiocencu Florin Popescu                                                         | 1'44"415 |
| C2 1000 m | Polonia Michał Śliwiński Łukasz Woszczyński                         | 3'34"239 | Russia Aleksandr Kovalëv Aleksandr Kostoglod                                                    | 3'35"277 | Germania Stefan Uteß Thomas Lück                                                                 | 3'35"805 |
| C4 200 m  | Rep. Ceca Karel Kožíšek Petr Fuksa Petr Netušil Jan Břečka          | 35"254   | Russia Evgeny Ignatov Dmitri Sergeev Roman Kruglyakov Alexei Volkonski                          | 35"674   | Ungheria László Vasali Sándor Malomsoki Béla Belicza Gergely Kovács                              | 35"710   |
| C4 500 m  | Romania Iosif Anisim Florin Popescu Silviu Simiocencu Petre Condrat | 1'36"106 | Russia Alexei Volkonski Roman Kruglyakov Dmitri Sergeev Evgeny Ignatov                          | 1'36"796 | Bielorussia Aljaksandr Bahdanovič Aliaksandr Kurliandchyk Aliaksandr Zhukouski Siamion Sapanenka | 1'37"012 |
| C4 1000 m | Ungheria Csaba Hüttner Gábor Fürdök Imre Pulai Ferenc Novák         | 3'19"595 | Romania Josif Chirlǎ Andrei Cuculici Petre Condrat Mitică Pricop                                | 3'20"771 | Bielorussia Aljaksandr Bahdanovič Aliaksandr Kurliandchyk Aliaksandr Zhukouski Siamion Sapanenka | 3'20"843 |
| Kayak     |                                                                     |          |                                                                                                 |          |                                                                                                  |          |
| K1 200 m  | Ronald Rauhe                                                        | 36"099   | Alvydas Duonėla                                                                                 | 36"195   | Tomasz Mendelski                                                                                 | 36"897   |
| K1 500 m  | Ákos Vereckei                                                       | 1'41"380 | Ian Wynne                                                                                       | 1'41"884 | Carlos Pérez Rial                                                                                | 1'41"974 |
| K1 1000 m | Eirik Verås Larsen                                                  | 3'30"532 | Tim Brabants                                                                                    | 3'32"542 | Jovino Gonzalez Comesana                                                                         | 3'32"980 |
| K2 200 m  | Lituania Egidijus Balčiūnas Alvydas Duonėla                         | 33"626   | Russia Sergei Khovanskiy Stepan Shevchuk                                                        | 34"166   | Ungheria Gergely Gyertyános Balázs Babella                                                       | 34"328   |
| K2 500 m  | Germania Tim Wieskötter Ronald Rauhe                                | 1'31"268 | Lituania Egidijus Balčiūnas Alvydas Duonėla                                                     | 1'31"886 | Russia Anatoli Tischenko Vladimir Grushikhin                                                     | 1'32"864 |
| K2 1000 m | Norvegia Eirik Verås Larsen Nils Olav Fjeldheim                     | 3'11"521 | Spagna Pablo Banos Javier Hernanz Agueria                                                       | 3'12"655 | Regno Unito Paul Darby-Dowman Ian Wynne                                                          | 3'13"321 |
| K4 200 m  | Ungheria Gergely Boros Balázs Babella István Beé Viktor Kadler      | 31"414   | Spagna Manuel Munoz Arestoy Jaime Acuna Iglesias Oier Aranzadi Aizpurua Aique Gonzales Comesana | 31"726   | Russia Roman Zarubin Alexander Ivanik Anatoli Golikov Oleg Chertov                               | 32"002   |
| K4 500 m  | Ungheria Zoltán Benkő Roland Kökény István Beé Gábor Kucsera        | 1'23"732 | Bielorussia Aljaksej Abalmasaŭ Dziamyan Turchyn Raman Pjatrušėnka Vadzim Machneŭ                | 1'24"092 | Russia Andrei Tissin Oleg Chertov Stepan Shevchuk Sergei Khovanskiy                              | 1'25"526 |
| K4 1000 m | Ungheria Botond Storcz Ákos Vereckei Gábor Horváth Zoltán Kammerer  | 2'52"719 | Norvegia Alexander Wefald Mattis Næss Jacob Norenberg Andreas Gjersøe                           | 2'55"282 | Polonia Tomasz Mendelski Dariusz Białkowski Rafał Głażewski Paweł Baumann                        | 2'56"481 |

### Donne
| Evento    | Oro                                                                            | Tempo    | Argento                                                                        | Tempo    | Bronzo                                                                         | Tempo    |
| Kayak     |                                                                                |          |                                                                                |          |                                                                                |          |
| K1 200 m  | Teresa Portela Rivas                                                           | 41"748   | Aneta Pastuszka                                                                | 43"116   | Tímea Paksy                                                                    | 43"290   |
| K1 500 m  | Nataša Janić                                                                   | 1'54"099 | Petra Santy                                                                    | 1'55"107 | Maike Nollen                                                                   | 1'56"181 |
| K1 1000 m | Katalin Kovács                                                                 | 3'55"095 | Beata Mikołajczyk                                                              | 3'55"460 | Ellen Fevang                                                                   | 4'04"503 |
| K2 200 m  | Spagna Teresa Portela Rivas Beatriz Manchón                                    | 39"175   | Ungheria Melinda Patyi Tímea Paksy                                             | 39"433   | Germania Carolin Leonhardt Birgit Fischer                                      | 39"985   |
| K2 500 m  | Ungheria Dalma Benedek Tímea Paksy                                             | 1'44"926 | Germania Carolin Leonhardt Birgit Fischer                                      | 1'45"790 | Spagna Teresa Portela Rivas Beatriz Manchón                                    | 1'45"870 |
| K2 1000 m | Ungheria Kinga Bóta Szilvia Szabó                                              | 3'38"842 | Polonia Iwona Pyzalska Dorota Kuczkowska                                       | 3'41"188 | Bulgaria Bonka Pindjeva Delyana Dacheva                                        | 3'44"788 |
| K4 200 m  | Spagna Jana Smidakova María Isabel García Teresa Portela Rivas Beatriz Manchón | 35"170   | Ungheria Kinga Bóta Szilvia Szabó Katalin Kovács Erzsébet Viski                | 35"596   | Russia Tatiana Andreeva Galina Poryvaeva Tatiana Tischenko Svetlana Kudinova   | 37"030   |
| K4 500 m  | Ucraina Tatiana Semikina Inna Balabanova Olena Cherevatova Inna Osypenko       | 1'33"542 | Ungheria Kinga Bóta Szilvia Szabó Katalin Kovács Erzsébet Viski                | 1'33"620 | Spagna Jana Smidakova María Isabel García Teresa Portela Rivas Beatriz Manchón | 1'35"276 |
| K4 1000 m | Romania Florica Vulpeş Mariana Ciobanu Lidia Talpă Alina Ciurescu              | 3'23"363 | Russia Svetlana Kudinova Tatiana Tischenko Anastasia Sergeeva Tatiana Andreeva | 3'24"845 | Ungheria Kinga Dékány Berenike Faldum Katalin Móni Linda Benedek               | 3'26"993 |